# Арсеньев, Александр Васильевич (писатель)
Алекса́ндр Васи́льевич Арсе́ньев (1854—1896) — российский писатель XIX века; сотрудник нескольких детских и исторических журналов.

## Биография
Александр Васильевич Арсеньев родился в городе Санкт-Петербурге 4 июня 1854 в семье небогатых родителей, образование получил в училище Человеколюбивого общества, после чего поступил приказчиком в книжный магазин, где постоянным чтением пополнял недостатки систематического образования (болезнь глаз вынудила его отказаться от поступления в гимназию). Работая в магазине он начал размещать в прессе свои первые публикации. Его рецензии помещались в «Библиотеке дешевой, общедоступной», «Детском Саду», «Деле» и «Русском мире» (1876). В сатирическом журнале «Пчела» под редакцией М.О. Микешина Арсеньев писал фельетоны под псевдонимом Аз, Рцы, Слово, а также помещал стихотворения и биографии (напр. Погоского). Также состоял постоянным сотрудником «Нивы».
В 1877 году А. В. Арсеньев переехал в город Вильно, где был главным сотрудником «Виленского вестника» и «Сельского чтения». В 1878—1880 годах поместил ряд стихотворений в «Отечественных записках», «Русском богатстве», «Свете» Вагнера, в «Будильнике», «Стрекозе» и других периодических печатных изданиях. Вскоре он вернулся в столицу Российской империи город Санкт-Петербург и стал писать в газетах и в иллюстрированных и юмористических журналах. В 1882 году он издал графическую карту истории русской литературы, с прибавлением «Словаря писателей древнего периода русской литературы»; эта карта получила на выставке 1882 года почётный отзыв. Второй том «Словаря русских писателей среднего периода» (1700—1825) вышел в 1887 году.
В 1884 году Александр Арсеньев совместно с художником Шпаком издавал художественный детский журнал «Весна», (всего вышло шесть номеров). С 1885 по 1886 год сотрудничал в «Новостях», а затем почти исключительно посвятил себя популярным историческим статьям и исторической беллетристике; в числе прочего им были изданы «Суды царя Ивана Грозного» («Новь», 1887), «Древние русские послы за границею», «Арина боярышня» (поэма в стихах), «Отставной майор Курицын, волшебная сказка», «Ариша уточка», «Французинка»; некоторые из них были опубликованы в «Историческом вестнике». Также им были написаны детские рассказы «Герои Севастополя»,  «Из жизни и истории», а также много детских рассказов в «Детском чтении» и «Игрушечке».
Александр Васильевич Арсеньев скончался 14 января 1896 года после тяжкой и продолжительной болезни.